# Posições políticas e sociais de João Paulo II

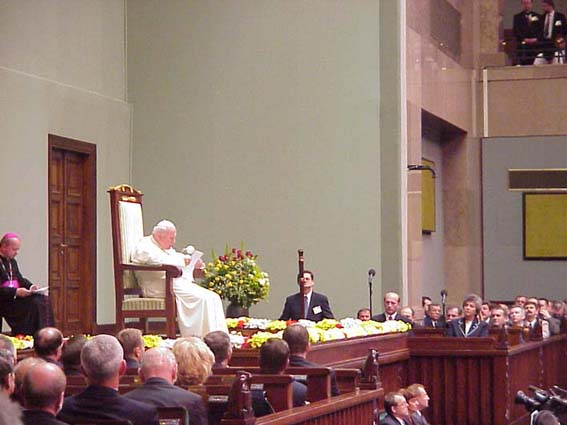
João Paulo II em visita ao Parlamento Polonês a 11 de Junho de 1999.

João Paulo II foi considerado um conservador em doutrina e questões relacionadas com a reprodução e a ordenação de mulheres. Uma série de 129 palestras dadas por João Paulo durante uma quarta-feira de audiências em Roma entre setembro de 1979 e novembro de 1984, foram mais tarde compilados e publicados em uma única obra, intitulada Teologia do Corpo, uma longa meditação sobre a sexualidade humana. O Papa condenou o aborto e sobre isso disse,"Toda a vida humana, desde os momentos de concepção e por todas as fases subsequentes, é sagrada", também condenou a eutanásia e praticamente todos os usos da pena de morte, chamando isso de "cultura da morte" que é difundida no mundo moderno. Ele fez campanha para a anulação da dívida mundial, escreveu a carta apostólica intitulada Tertio Millennio Adveniente tratando sobre o assunto e também fez esforço pela justiça social.

## Apartheid
O papa João Paulo II foi um adversário ferrenho do apartheid na África do Sul. Em 1985, enquanto visitava os Países Baixos, ele discursou condenando o apartheid no Tribunal Internacional de Justiça, dizendo que nenhum sistema de segregação seria aceitável. Em setembro de 1988, Wojtyła fez uma peregrinação a dez países sul-africanos, incluindo aqueles que fazem fronteira com a África do Sul, enquanto demonstrativamente evitou a África do Sul.  Depois da morte de João Paulo II, tanto Nelson Mandela como o arcebispo Desmond Tutu elogiaram o papa por ter defendido os direitos humanos e condenado a injustiça econômica.

## Diálogo com os jovens

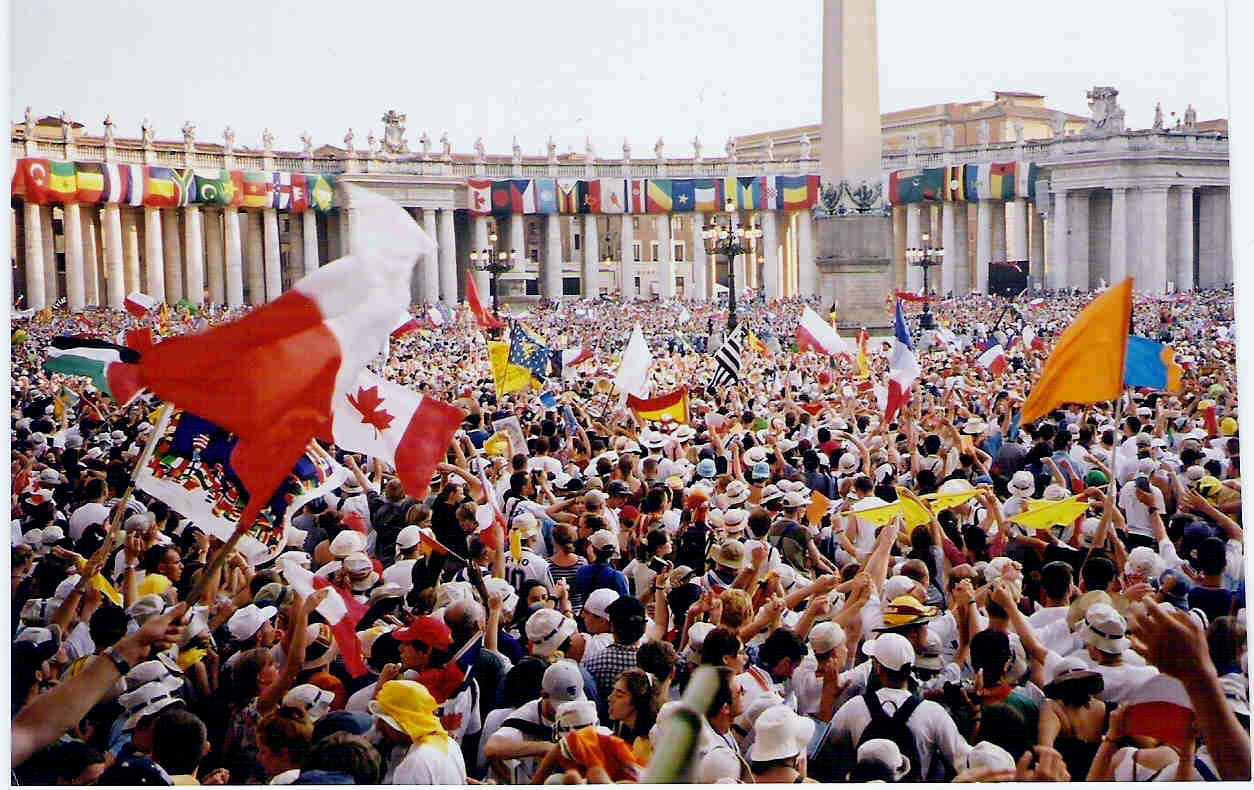
A Jornada Mundial da Juventude é um evento temático popular da fé católica internacional voltado para jovens, esse evento foi iniciado pelo Papa João Paulo II.

João Paulo II tinha uma relação especial com a juventude católica e é conhecido por alguns como O Papa para a juventude. João Paulo II mostrou um carinho especial para os jovens desde seus primeiros dias do sacerdócio. Aos 29 anos, ele foi enviado para uma paróquia universitária em Cracóvia, onde ele imediatamente se envolveu profundamente na vida dos alunos, estabelecendo um "Rosário Vivo", um círculo de oração e interagindo com os jovens, tanto em reuniões ou como diretor espiritual e conselheiro de atividades em grupo como caminhadas, camping, e retiros de fim de semana.
Antes de seu pontificado, ele participou de acampamentos e caminhadas nas montanhas com os jovens. Ele ainda fez caminhadas na montanha, quando ele foi papa. O papa era a favor de programas especiais para crianças deficientes. Ele estava preocupado com a educação dos futuros sacerdotes e desde cedo fez muitas visitas a seminários romanos, incluindo a Venerável Faculdade Inglesa, em 1979. Ele criou a Jornada Mundial da Juventude em 1984 com a intenção de aproximar os jovens católicos de todas as partes do mundo a se reunirem para celebrar a fé. Estes encontros de uma semana da juventude ocorrem a cada dois ou três anos, atraindo centenas de milhares de jovens, que vão para cantar, festejar, passar bons momentos e aprofundar a sua fé. A 19ª Jornada Mundial da Juventude celebrada durante o seu pontificado, reuniu milhões de jovens de todo o mundo. Durante este tempo, seus cuidados para com a família foram expressos nos Encontros Mundiais das Famílias, que ele começou em 1994.
| “ | Os jovens estão ameaçados... pelo mau uso das técnicas de propaganda, que estimulam a inclinação natural deles para evitar o trabalho duro, ao prometer a satisfação imediata de cada desejo. | ” |

Em 8 de agosto de 1995, João Paulo II denunciou o uso de crianças como soldados em conflitos, que essas crianças são seduzidas por promessas de comida e escolaridade, mas que acabam passando fome, maus-tratos, abusos e são incentivadas a matar. O papa também denunciou que as crianças são usadas para limpar campos-minados.

## Evolução
Em 22 de outubro de 1996, em um discurso para a seção plenária na Pontifícia Academia das Ciências, no Vaticano, o Papa João Paulo II disse da evolução que "esta teoria tem sido progressivamente aceita pelos pesquisadores, após uma série de descobertas em vários campos do conhecimento. A convergência, nem pensada, nem fabricada, dos resultados do trabalho que foi conduzido de forma independente é em si um argumento significativo em favor dessa teoria". O Papa classificou isto notando que, "ao invés da teoria da evolução, deveríamos falar de várias teorias da evolução."  Algumas dessas teorias, ele observou, têm uma base puramente materialista filosófica que não é compatível com a fé católica: "Consequentemente, as teorias da evolução que, de acordo com as filosofias que as inspiram, consideram a mente como emergente das forças da matéria viva, ou como um mero epifenômeno desta matéria, são incompatíveis com a verdade sobre o homem.
Embora geralmente aceitando a teoria da evolução, João Paulo II fez uma grande exceção – a alma humana. "Se o corpo humano tem sua origem na vida material que pré-existe, a alma espiritual é imediatamente criada por Deus". Quando João Paulo II citou essa frase ele fez menção para a encíclica Humani Generis do papa Pio XII, que foi a primeira encíclica a tocar no assunto aceitando a teoria de Darwin. O papa acreditava que que a teoria da evolução é praticamente um consenso entre os cientistas. O papa também criou, em 1982, a Pontifício Conselho para a Cultura, que tem como objetivo "o diálogo da Igreja com as culturas do nosso tempo", essa instituição já realizou congressos internacionais contando com a presença de cientistas de renome  para dialogar com filósofos e teólogos.

## Genocídio em Ruanda
João Paulo II foi o primeiro líder mundial a descrever como genocídio o massacre de tutsis por hutus no país de maioria católica de Ruanda, que começou em 1990 e atingiu seu auge em 1994. Ele apelou para um cessar-fogo e condenou os massacres em 10 de Abril e 15 de maio de 1990. em 1995, durante sua terceira visita ao Quênia, antes de uma audiência, João Paulo II pediu o fim da violência em Ruanda e Burundi, pedindo perdão e a reconciliação como uma solução para o genocídio. Ele disse aos refugiados de ambos os países que ele "estava perto deles e partilhava a sua imensa dor".

## Guerra do Iraque
Em 2003, tornou-se um proeminente crítico da Invasão do Iraque em 2003 liderada pelos EUA. Em seu discurso em 2003, o Papa declarou sua oposição à invasão ao afirmar, "Não à guerra! A guerra não é sempre inevitável. É sempre uma derrota para humanidade." Ele mandou o ex-Pró-Núncio Apostólico para os Estados Unidos Cardeal Pío Laghi para conversar com o presidente americano George W. Bush para expressar a oposição à guerra. João Paulo II disse que cabe para as Nações Unidas resolver os conflitos internacionais por meio da diplomacia e que uma agressão unilateral é um crime contra a paz e uma violação do direito internacional.

## Teologia da Libertação
João Paulo II criticou fortemente a aproximação da Igreja com o marxismo nos países em desenvolvimento, e em especial a Teologia da Libertação. Em 1984 e 1986, através do Cardeal Ratzinger, líder da Congregação para a Doutrina da Fé, João Paulo II oficialmente condenou vários aspectos da Teologia da libertação, especialmente proeminente na América do Sul. A tentativa de Óscar Romero, durante a visita de João Paulo II à Europa, de obter uma condenação para o regime de El Salvador, denunciado por violações dos direitos humanos e por sustentar o Esquadrão da Morte, foi um fracasso. Em sua viagem para Manágua, Nicarágua em 1983, João Paulo II duramente condenou o que ele apelidou de "Igreja popular" (i.e. "comunidades eclesiais de base" (CEBs) apoiado pelo CELAM), e tendências do clero nicaraguense, para apoiar a esquerda Sandinista, lembrando o clero das suas funções de obediência para com a Santa Sé. Durante essa visita Ernesto Cardenal, um padre e ministro no governo sandinista, ajoelhou-se para beijar a mão do Papa, João Paulo II levantou-o, lhe apontou o dedo, e disse: "Você deve endireitar a sua posição com a Igreja". Sua posição contra a Teologia da Libertação fez que o frei Leonardo Boff que defendia a Teologia deixasse de exercer suas funções de padre na Igreja, segundo Boff sobre o papa: "Este papa me perseguiu por anos. Não vou falar mais nada sobre ele enquanto ele estiver vivo".

## Visões sobre a sexualidade
Um estudo de 1997 determinou que 3% das declarações do papa foram sobre a questão da moralidade sexual. O Papa reafirmou que os ensinamentos existentes da Igreja em relação aos transsexuais, como a Congregação para a Doutrina da Fé, que ele supervisionou, deixando claro que os transexuais não poderiam servir em posições da Igreja.
Enquanto que tomou uma posição tradicional sobre a sexualidade, defendendo a oposição moral da Igreja em relação ao casamento entre pessoas do mesmo sexo, o Papa afirmou que as pessoas com inclinações homossexuais possuem a mesma dignidade e direitos como todos os outros. Em seu último livro, Memória e Identidade, ele se referiu às "pressões" sobre o Parlamento Europeu para permitir o "'casamento' homossexual". No livro, citado pela Reuters, ele escreveu: "É legítimo e necessário perguntar-se se isso não é, talvez, parte de uma nova ideologia do mal, talvez mais insidiosa e oculta, que é contra os direitos humanos contra a família e contra o homem".
A revista holandesa de temática gay, Gay Krant e seus leitores, iniciaram um processo contra ele em um tribunal holandês, argumentando que seu comentário de que os atos homossexuais são contrários às leis da natureza por supostamente "dar lugar ao ódio contra, e discriminação de certos grupos de pessoas" em violação da lei holandesa. O processo acabou quando o tribunal decidiu que ele era imune a processos por ser um chefe de Estado, no caso o Vaticano.